# Шосейне
Шосейне (рос. Шоссейное) — селище Гур'євського міського округу, Калінінградської області Росії. Входить до складу Новомосковського сільського поселення.
Населення —  1155 осіб (2015 рік). 

## Населення
| 1910 | 2002  | 2009  | 2010  | 2011  |
| ---- | ----- | ----- | ----- | ----- |
| 187  | ↗1199 | ↘1155 | ↗1434 | ↘1155 |